# Iglesia de San Gil (Sevilla)
La iglesia de San Gil es un edificio destinado al culto católico localizado en el barrio de San Gil de la ciudad de Sevilla, en la comunidad autónoma de Andalucía. Está situado junto a los restos de las murallas de Sevilla y al Arco de La Macarena, una de las puertas de entrada a la misma. 
Su advocación a San Gil le fue otorgada por Raimundo de Losana, obispo de Sevilla (1259-1286), como homenaje a la Iglesia de San Gil de la ciudad de Segovia, donde este había sido bautizado. Desde su fundación es sede parroquial.

## Historia
Su fundación data de la segunda mitad del siglo XIII, o sea, casi inmediatamente después de ser reconquistada la ciudad por Fernando III el Santo, siendo una de las iglesias denominadas alfonsinas, edificadas durante el reinado de Alfonso X el Sabio, El historiador Ortiz de Zúñiga consideró que pudo construirse sobre el solar de alguna antigua mezquita, cuyos restos todavía hoy se conservan en la base de la torre y en la Capilla del Sagrario. Perteneciente al interesante grupo de las iglesias gótico-mudéjares de la ciudad, de su primera época se conservan la cabecera y el tramo transversal.
Pronto sería reformada en el siglo siguiente, cuando se levantaron sus tres naves, las dos portadas góticas de arcos apuntados, una en el lado del evangelio y la otra en el de la epístola, y la torre.
Posteriormente sería remodelada y ampliada en el XVIII, cuando se edificó la capilla transversal, se sustituyeron por otras las viejas techumbres de madera, y se levantó el cuerpo de campanas de la torre. En el siglo XIX se remodeló el presbiterio, y en 1939 se volvieron a cambiar sus techumbres.
Fue transformada a principios del siglo XIV y remodelada en el siglo XVIII. Finalmente fue restaurada en el siglo XX tras ser saqueada y quemada durante los disturbios de 1936, enmarcados dentro de la guerra civil española.
Su estructura en planta es de tres naves de dos tramos cada una, más un cuerpo transversal a modo de crucero, y un ábside poligonal. Las naves se cubren con las habituales armaduras de madera de reciente construcción, mientras que la Capilla del muro de la epístola lo hace con bóveda apoyada sobre trompas. El falso crucero cuenta con un antepresbiterio rectangular en el centro, la torre mudéjar a la izquierda, y la capilla del siglo XVIII a la derecha.

## El edificio
Del exterior, uno de los detalles que merecen especial atención por su singularidad se encuentra en su ábside, donde los tradicionales contrafuertes se presentan apoyados sobre columnas de acarreo, esto es, columnas tomadas de otros edificios anteriores para ser aprovechadas en las nuevas obras que se van ejecutando. Al parecer fueron colocadas en tiempos del rey Pedro I el Cruel.
Situada en las proximidades de la muralla de la Macarena, la iglesia está adosada a la basílica de su mismo nombre, y comunicada interiormente con ella a través de un pequeño paso de conexión.
Su estilo corresponde al gótico-mudéjar tan característico en la ciudad. Consta de tres naves y un ábside de nervaduras de piedra; la torre se halla en el lado de la Epístola. En el interior conserva obras de Juan de Espinal, de José Ordóñez y de Francisco Buiza. 
En su interior guarda lienzos del siglo XVIII de Domingo Martínez y de Juan de Espinal, así como un crucificado del XVII del círculo de Martínez Montañés. En el presbiterio destaca un viejo zócalo alicatado, con dibujos de temas geométricos, obra de finales del siglo XIII.
Bien de Interés Cultural, la iglesia de San Gil está catalogada como Monumento, y así aparece publicado en la Gaceta de Madrid de fecha 1931.

## Hermandades
Actualmente esta iglesia alberga tres hermandades:
- Hermandad Sacramental, que se encarga de organizar la comunión de impedidos en Tiempo Pascual.
- Hermandad de Nuestra Señora del Carmen, que hace una procesión en fechas cercanas al 16 de julio.
- Hermandad de Nuestra Señora del Rocío de Sevilla-Macarena, que peregrina al Santuario de El Rocío en la romería de Pentecostés.

Fue sede de la Hermandad de la Esperanza Macarena de Sevilla desde 1653 hasta el año 1949 en que fue construida la Basílica de La Macarena, actual sede de la hermandad y ubicada junto ella, comunicadas por una puerta.